# Pangeea Ultima

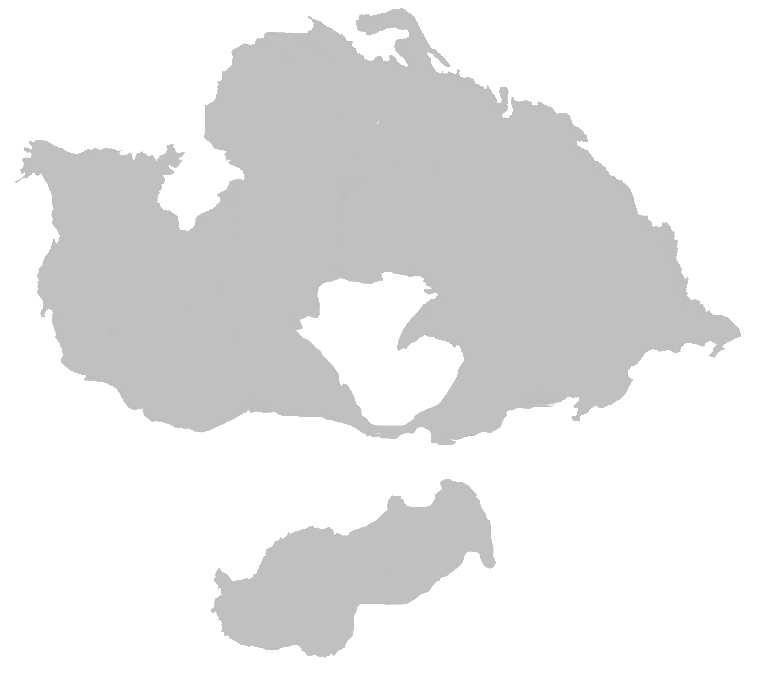
Pangeea Ultima

Pangeea Ultima (alte denumiri Pangeea Proxima, NeoPangeea și Pangeea II) este o configurație posibilă a unui viitor supercontinent și o alternativă a supercontinentului Amasia. Potrivit ciclului supercontinentelor, Pangeea Ultima ar putea apărea în următorii 250 milioane ani. Această potențială configurație, a cărei ipoteză a fost formulată de geologul american Christopher Scotese în 1982, și-a câștigat numele datorită asemănării cu precedentul supercontinent Pangeea. Ulterior, Scotese a schimbat Pangaea Ultima (Ultima Pangeea) în Pangaea Proxima (Următoarea Pangeea) pentru a atenua confuzia legată de numele Pangaea Ultima, care ar putea implica faptul că ar fi ultimul supercontinent.
Conceptul a fost sugerat prin extrapolarea ciclurilor trecute de formare și destrămare a supercontinentelor, nu pe baza înțelegerii teoretice a mecanismelor de schimbare tectonică, care sunt prea imprecise pentru a face predicții atât de departe în viitor.
Supercontinentele descriu fuziunea întregii sau aproape întregii mase terestre a Pământului într-un singur continent contiguu. În scenariul Pangaea Proxima, subducția la vestul Atlanticului, la est de Americi, duce la subducția crestei medio-ocenice atlantice, urmată de subducția care distruge bazinul Atlanticului și al Indiei, ceea ce determină închiderea oceanelor Atlantic și Indian, reunind din nou Americile cu Africa și Europa. La fel ca în cazul majorității supercontinentelor, interiorul Pangeei Proxima ar deveni probabil un deșert semi-arid predispus la temperaturi extreme. Mamiferele terestre, inclusiv oamenii, ar fi probabil împinse la extincție în aceste medii.